# Горнебург
Горнебург (нім. Horneburg) — громада в Німеччині, розташована в землі Нижня Саксонія. Входить до складу району Штаде. Центр об'єднання громад Горнебург.
Площа — 17,13 км2. Населення становить 6721 ос. (станом на 31 грудня 2021).

## Галерея

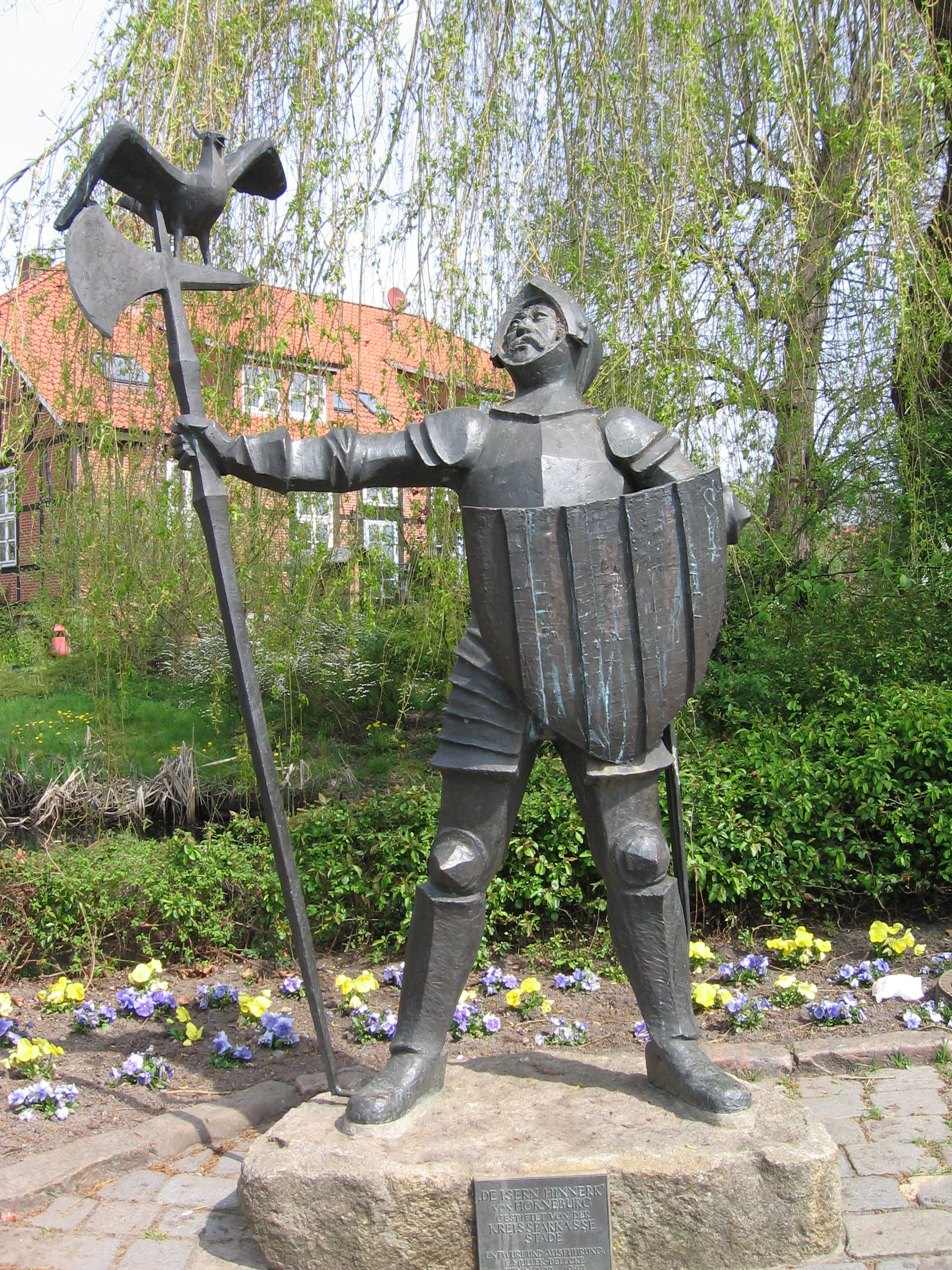
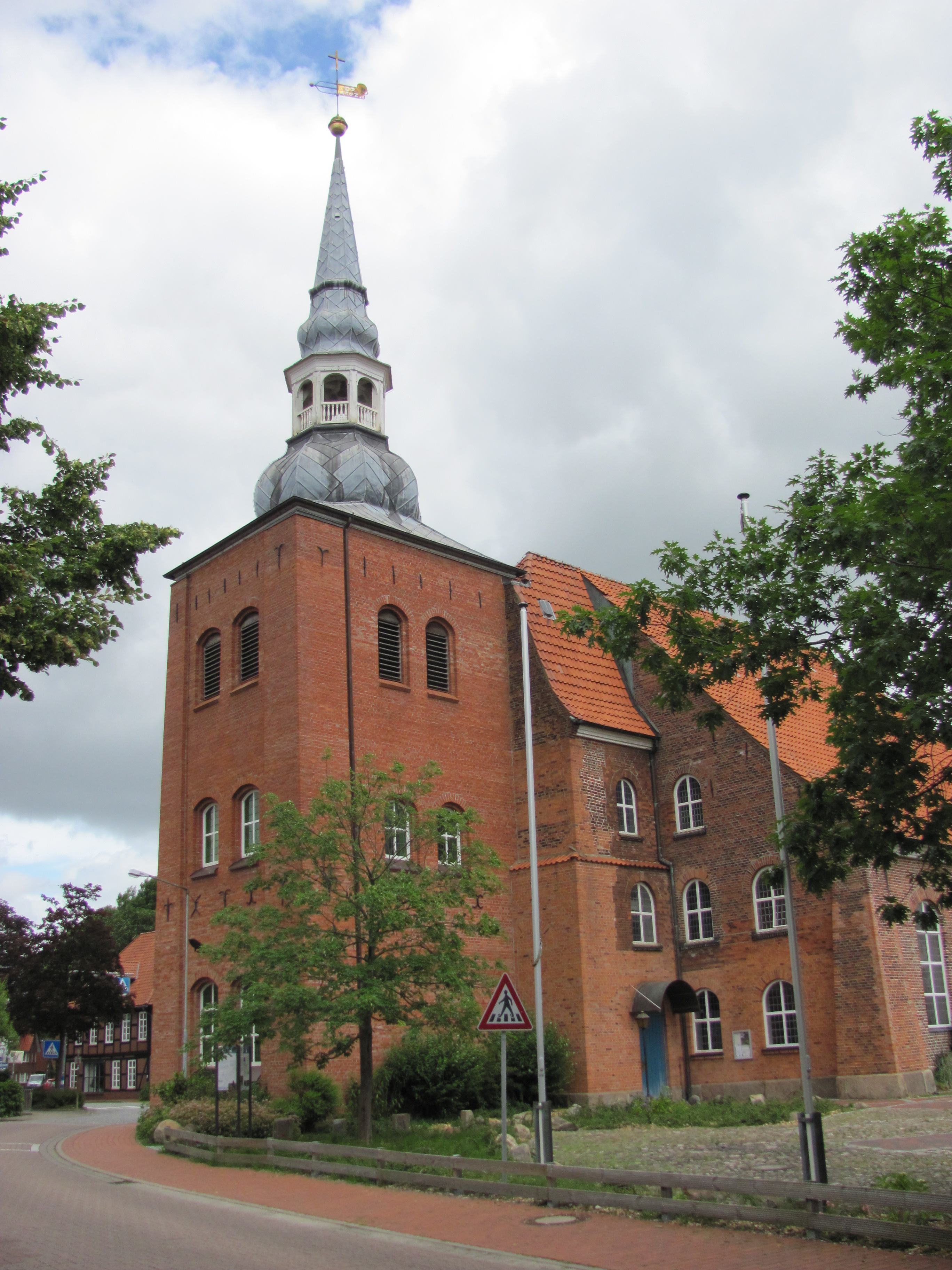
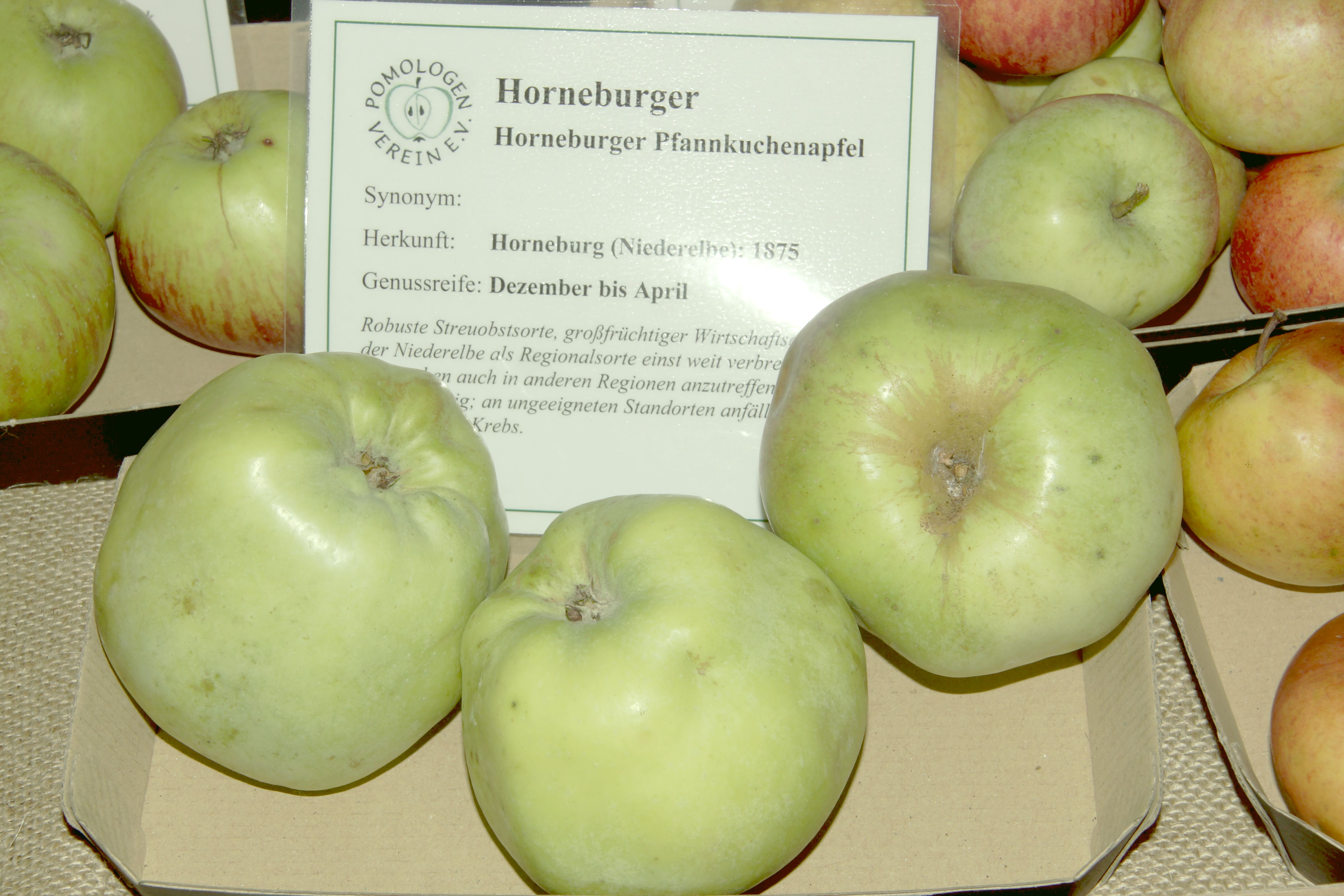